# Mano della Gloria

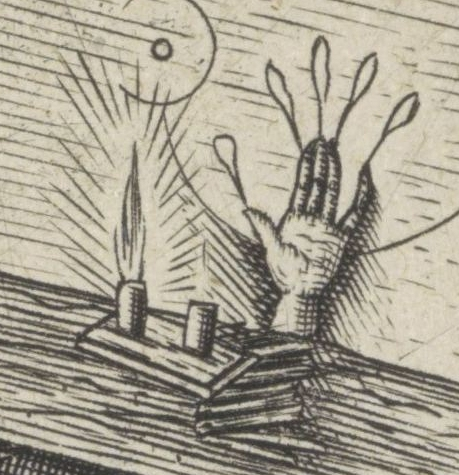
Una mano della gloria su un caminetto, in un dettaglio dell'incisione artistica L'anziano Saint Jacob in visita al mago Hermogenes (1565), di Pieter van der Heyden.

La cosiddetta mano della gloria o mano di gloria è un oggetto magico costituito dalla mano di un impiccato, disseccata e conservata in salamoia.

## Proprietà occulte

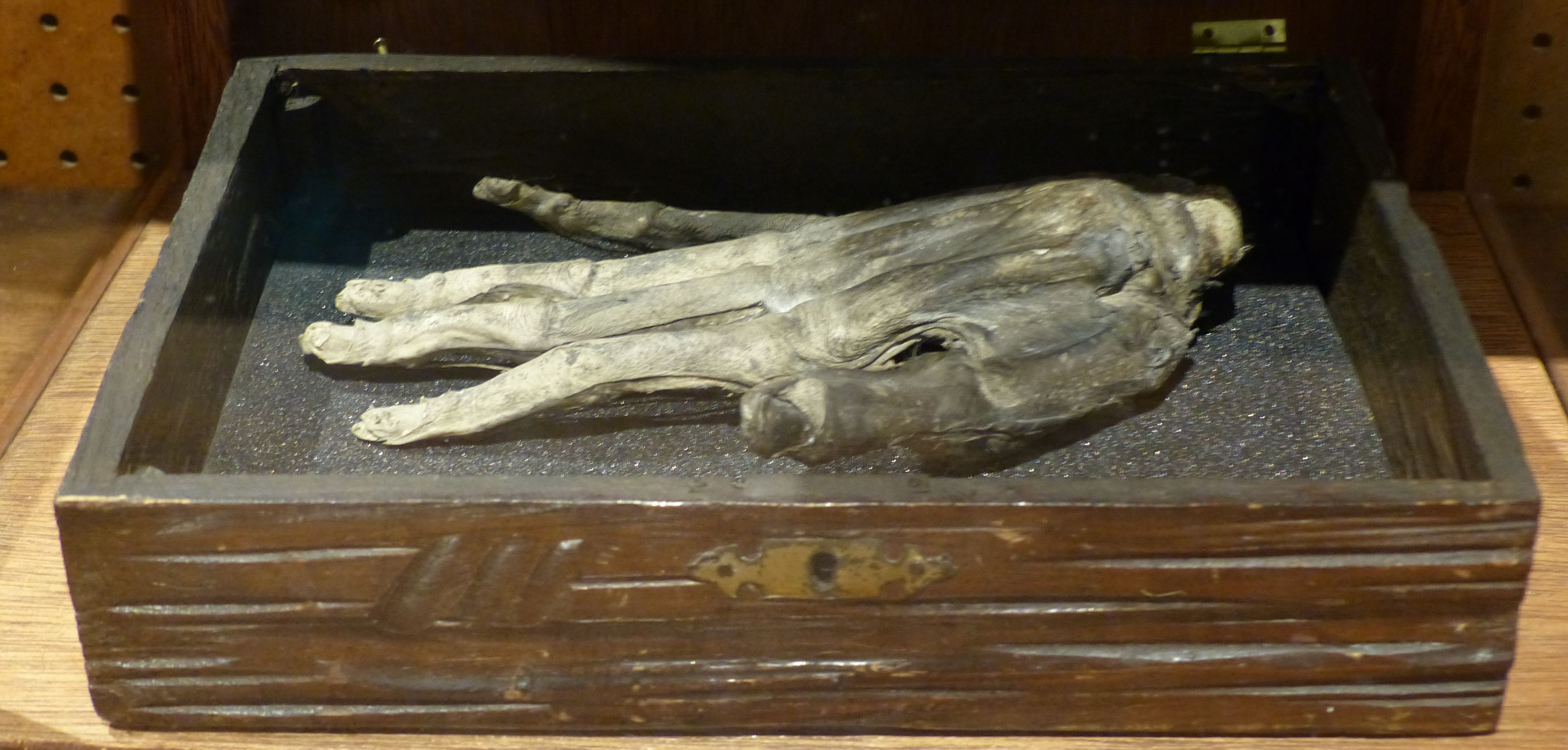
Mano della Gloria, Whitby Museum (Inghilterra)

Secondo vecchie credenze europee, costruendo una candela con il grasso di un malfattore finito sulla forca o con il dito di un bambino nato morto, accendendo la candela e infilandola nella Mano della Gloria come un candeliere, la Mano avrebbe paralizzato tutti coloro a cui fosse mostrata. Per questo motivo, sin dall'antica Grecia, veniva talvolta usata dai ladri che intendevano derubare una casa. Nel XVII secolo alcune donne incinte venivano uccise dai ladri per sottrarre loro il feto e fabbricare queste candele.
Viene spesso confusa con il leggendario Sigillum Emeth, creato dal famoso alchimista John Dee (1527-1608), ma si tratta di un normale sigillo in forma di pendaglio, che non ha nulla a che vedere con la Mano della Gloria.

## Riferimenti contemporanei
- La Mano della Gloria e i suoi poteri sono la premessa attorno alla quale ruota l'avventura grafica The Hand of Glory, scritto da Stefano Rossitto e sviluppato da Madit Entertainment.[2]
- La Mano della Gloria è anche il manufatto mistico intorno a cui ruotano le vicende de Gli Invisibili, fumetto scritto dallo scozzese Grant Morrison e disegnato da vari autori (tra gli altri Phil Jimenez).
- Con un utilizzo un po' differente, la Mano della Gloria è stata usata anche da J. K. Rowling nei libri Harry Potter e la camera dei segreti e Harry Potter e il principe mezzosangue; quest'oggetto fa luce solamente a chi la regge in mano.
- La Mano della Gloria viene nominata nella serie giapponese a fumetti Ghost Sweeper Mikami: Tadao Yokoshima, l'aiutante della protagonista, chiama così un potere focalizzato sulla propria mano.
- La Mano della Gloria è un oggetto magico del gioco di ruolo Dungeons & Dragons che consente di lanciare incantesimi e di usufruire dei poteri magici di un anello magico infilato su un suo dito.
- La Mano della Gloria è l'oggetto magico protagonista nell'episodio 3x06 della Serie Tv Supernatural, intitolata La nave fantasma. Nell'episodio la Mano della Gloria è l'unico mezzo per impedire la morte di coloro che hanno visto una nave fantasma arrivare al porto della città di Sea Pines, Virginia.
- Le Mani della  Gloria sono citate nel romanzo "Shadowhunters: signora della mezzanotte" facente parte della serie "The Dark Artificies" ideata dalla scrittrice Cassandra Claire, nello specifico caso le Mani della Gloria vengono utilizzate per compiere un rituale magico di negromanzia.
- "La Mano di Gloria" è il titolo di un album del gruppo neo-folk italiano "Ianva".
- La Mano della Gloria appare anche nell'episodio 3x13 della serie TV The Originals. Nella serie la Mano della Gloria è una candela la cui fiamma apre un portale per il mondo dei morti.
- La Mano della Gloria appare anche nell'episodio 1x3 della serie TV Constantine per riportare in vita un vecchio amico del protagonista.